# Russian Travel Guide
 (janvier 2010).
 (avril 2019).
Si vous disposez d'ouvrages ou d'articles de référence ou si vous connaissez des sites web de qualité traitant du thème abordé ici, merci de compléter l'article en donnant les références utiles à sa vérifiabilité et en les liant à la section « Notes et références ».
Russian Travel Guide (RTG TV) est une chaîne de télévision documentaire consacrée à la Russie. Les films documentaires sont principalement axés sur les territoires inexplorés et la diversité géographique et culturelle de ce pays. La SARL « Russian Travel Guide », enregistrée le 23 avril 2008, est une société affiliée de la SARL « ON MEDIA » (un des premiers projets télévisuels de cette société est la chaine musicale « Bridge TV », datant de 2005 et étant très appréciée en Russie).

## L'histoire
- Mai 2009 : après deux années de travail de défrichage sur le lancement d’une chaine de TV et de la production de contenus, RTG TV commence à être diffusée en mode test.
- Octobre 2009 : lancement définitif.

## En direct
RTG TV diffuse 24 heures sur 24 en anglais et en russe. La chaîne de télévision propose des films sur les différentes régions de la Russie en traitant des sujets suivants :
- nature ;
- société ;
- Villes ;
- écotourisme ;
- culture ;
- histoire et ethnographie ;
- science et entreprises.

Tous les films diffusés sur RTG TV sont réalisés par les propres sociétés de production de la chaine : Bridge Production et Bridge Design. Ainsi, RTG TV détient les droits exclusifs de diffusion dans le monde entier.

## Satellites
- Satellite : Hot Bird 6
- Satellite : Yamal 201

## Prix
- Golden Ray 2009 - Le premier prix national dans la sphère de satellite, télévision par câble et internet.